# Walter Schaeffer
Josef Gottlieb Eugen Walter Schaeffer (* 1. Juli 1883 in Brieg, Landkreis Brieg, Provinz Schlesien; † 19. Januar 1968 in West-Berlin) war ein deutscher Politiker (DNVP).

## Leben und Wirken

### Frühes Leben
In seiner Jugend besuchte Schaeffer das königliche Gymnasium in Brieg, wo er zu Ostern 1903 das Abitur ablegte. Anschließend studierte er sechs Semester Rechts- und Staatswissenschaften sowie Volkswirtschaftslehre an der Universität Breslau. Von 1. April 1903 bis 31. März 1904 gehörte Schaeffer während seiner ersten beiden Studiensemester dem Grenadier-Regiment König Friedrich III (2. Schlesisches) Nr. 11 in Breslau an. Später wurde er durch Kabinettsorder vom 14. April 1907 zum Leutnant der Reserve im 4. Schlesischen Infanterie-Regiment Nr. 157 in Brieg ernannt.
Am Ende seines Studiums bestand Schaeffer am 2. Juni 1906 vor einer Prüfungskommission des Oberlandesgerichts Breslau das Erste Juristische Staatsexamen ab. Ebenfalls 1906 promovierte er mit einer von Xaver Severin Gretener betreuten Arbeit über das Züchtigungsrecht in Breslau zum Dr. jur. Das mündliche Doktorexamen bestand er am 20. Dezember 1906.
Nach der Anfertigung seiner Dissertation absolvierte Schaeffer den Juristischen Vorbereitungsdienst, den er am 12. Dezember 1906 beim Königlichen Amtsgericht in Kanth begann. Nach dem Vorbereitungsdienst wurde Schaeffer dem Königlichen Landgericht in Hirschberg zur Beschäftigung überwiesen. 1908 war er als Referendar beim Landgericht in Brieg tätig. Das Große Staatsexamen bestand er 1911. Bis 1914 hatte Schaeffer es dann zum Staatsanwalt in Schweidnitz gebracht.
Von 1914 bis 1918 nahm Schaeffer als Bataillonskommandeur beim Grenadier-Regiment 11 am Ersten Weltkrieg teil. Während des Krieges erhielt er den Rang eines Hauptmanns der Reserve beim Infanterie-Regiment 51. Nach dem Krieg beteiligte er sich am Grenzschutz in Oberschlesien, bevor er Ende April 1920 aus der Armee ausschied.

### Weimarer Republik
Nach dem Ersten Weltkrieg trat Schaeffer in die Deutschnationale Volkspartei (DNVP) ein. Am 4. Mai 1924 wurde er Stadtverordneter in Schweidnitz und am 29. November 1925 Mitglied des Provinziallandtages von Niederschlesien. Im Februar 1926 zog Schaeffer im Nachrückverfahren für seinen ausgeschiedenen Parteikollegen Prätorius von Richthofen in den im Dezember 1924 gewählten dritten Reichstag der Weimarer Republik ein, in dem er bis zur Wahl vom Mai 1928 den Wahlkreis 7 (Breslau) vertrat.
Vom 19. Mai bis 6. Juni 1926 gehörte Schaeffer dem Reichsfemeausschuss an, einem in München tagenden parlamentarischen Untersuchungsausschuss, der die Fememorde der frühen 1920er Jahre untersuchte. Der Ausschuss hatte sich dazu verpflichtet, die Sachaussagen der Gerichte anzuerkennen. In diesem Gremium war Schaeffer der Gegenspieler des Berichterstatters Paul Levi. Schaeffer-Breslau sicherte dem Kabinett Held I zu, die bayerische Justiz in ihrem Kampf gegen "Verleumdungen und Bosheit vaterlandsloser Menschen" durch Presseveröffentlichungen zu unterstützen. Ein preußisches Gericht unter dem Vorsitz von Landgerichtsdirektor Julius Siegert hatte die Fememörder Paul Schulz und Peter Umhofer zum Tode verurteilt. Funktionäre der DNVP beauftragten Walter Luetgebrune mit der Vertretung in einem Berufungsverfahren der Fememörder. Walter Luetgebrune erhielt von Schaeffer-Breslau (DNVP) vertrauliche Unterlagen des Feme-Ausschusses und verfasste einen Schriftsatz, in dem er behauptete, die Zusammensetzung der Geschworenen im ersten Prozess sei illegal gewesen und bei den Morden habe es sich um Akte der Notwehr gehandelt.

### NS-Zeit
Am 1. Januar 1933 trat Schaeffer in die NSDAP ein. Aus dieser wurde er schließlich am 5. August 1943 ausgeschlossen.
Von 1933 bis 1935 amtierte Schaeffer als Generalstaatsanwalt beim Schwurgericht in Breslau. Für Aufsehen sorgte er im Herbst 1934 durch die Anklageerhebung gegen eine Reihe von SS-Angehörigen, die an der in der Nacht vom 30. Juni zum 1. Juli 1934 erfolgten Ermordung des Waldenhausener Stadtbaurates Kuno Kamphausen mitgewirkt hatten. Es war dies der einzige Fall einer Anklageerhebung vor einem deutschen Gericht während der NS-Zeit gegen Personen wegen eines im Zuge der politischen Säuberungsaktion vom 30. Juni 1934 verübten Mordes. Schaeffer – zu dieser Zeit selbst SS-Anwärter – ließ in seiner Eigenschaft als Generalstaatsanwalt 22 SS-Angehörige, darunter zwei SS-Standartenführer, unter Mordverdacht verhaften, von denen mehrere zu Haftstrafen verurteilt wurden. Ermittlungen, die Schaeffer wegen sechs weiterer am 1. Juli 1934 von der SS in Schlesien verübter Morde (an vier Juden in Hirschberg und zwei Kommunisten in Landeshut) eingeleitet hatte, wurden schließlich im September 1934 durch einen Abolitionserlass, den Adolf Hitler als Staatsoberhaupt herausgegeben hatte (und der diese Tötungshandlungen straffrei stellte), niedergeschlagen, so dass er die Täter nicht weiter verfolgen durfte.
1935 wurde Schaeffer Präsident eines Senats des Schwurgerichts in Breslau. Sein Lebensweg in den folgenden Jahren ist nicht mit Sicherheit geklärt: Schumacher weiß als mögliche Spur für diese Zeit jedoch die am 14. Oktober 1944 erfolgte Behandlung „ein[es] Walter Schaeffer[s], dessen Identität nicht geklärt ist“, im Krankenrevier der Polizeistation am Berliner Alexanderplatz zu nennen.

### Nachkriegszeit
1957 nahm Schaeffer als Zeuge am Osnabrücker Prozess gegen Udo von Woyrsch und Ernst Müller-Altenau wegen der im Juni und Juli 1934 im Zuge der Röhm-Affäre in Schlesien durchgeführten Morde teil. Um 1960 ist Schaeffer mit Wohnsitz in Berlin-Dahlem nachweisbar. Bis in die 1960er Jahre stellte Schaeffer sich Geschichtsforschern als Zeuge zur Verfügung, so z. B. 1966 noch Heinz Höhne, dem er Auskünfte über seine Wahrnehmungen als Staatsanwalt in Breslau in den Jahren 1933 bis 1935 erteilte.

## Schriften
- Das Züchtigungsrecht, Breslau 1908. (Dissertation) (Digitalisat)